# Пехерон, блазень графа Бенавенте і герцога Альби
«Пехерон, блазень графа Бенавенте і герцога Альби» (ісп. Perejón, bufón del conde de Benavente y del gran duque de Alba) — картина нідерландського живописця Антоніса Мора. Створена близько 1560 року. Зберігається у Музеї Прадо в Мадриді (інв. ном. P2107).

## Опис
Мор ван Дасхорст писав портрети не тільки еліти, королів і знаті, але також і тих, хто жив у їхньому оточенні, беручи участь у палацовому житті. Він написав декілька портретів блазнів і карликів, з яких саме цей зіграв роль прецеденту: цей жанр досягне своєї кульмінації у Дієго Веласкеса.
Єдине, що применшує у цій роботі гідність портретованої особи, — це колода карт, що затиснута в його правій руці. Саме цей предмет, розташований прямо перед поглядом глядача, характеризує зображуваного як «придворного дурня». На відміну від Веласкеса («Блазень Пабло де Вальядолід», «Портрет карлика Ель Прімо», «Франсіско Лескано, дитя з Вальєскаса» та «Дон Хуана де Калабасас»), Мор ван Дасхорст не надає образу персонажа нічого гротескного: його гордовита фігура повністю займає полотно, роблячи непомітною деформацію правої руки і ніг, що зовсім не применшує величавості його вигляду.
В описі 1600 року картина фігурує як портрет Пехерона, знаменитого блазня, який служив графу Бенавенте, герцогу Альбі, Філіпу II і принцу дону Карлосу.